# Kepler-423b
Kepler-423b es un exoplaneta descubierto por el telescopio espacial Kepler, que orbita alrededor de su estrella Kepler-423 en la constelación de Lyra que se encuentra aproximado a 2474,2 años luz del sistema solar. Es un gigante gaseoso que se clasifica como un Júpiter caliente, debido a su proximidad de su estrella y la temperatura extrema de su atmósfera.

## Descubrimiento
Fue descubierto en el año 2014 por el método de tránsito del cual este método se basa en una leve  disminución de su estrella cuando un planeta pasa al frente desde la perspectiva de la tierra. Sin embargo los datos de tránsito recolectados, lograron descubrir propiedades básicas como su tamaño, órbita y masa.

## Características
Kepler-423b como un gigante gaseoso similar a Júpiter, con un radio de aproximación de 1.192 de Júpiter y una masa estimada de 0,595. Como un "Júpiter Caliente", con temperaturas extremadamente altas que superan los 5560 (K) en su atmósfera, a pesar de su cierto parecido a Júpiter, posee condiciones muy distintas, debido a su cercanía con su estrella.

### Órbita y rotación
Este exoplaneta realiza una traslación de 2,7 días terrestres, lo que significa que está demasiado cerca de su estrella en comparación a algunos planetas del sistema solar. Con una órbita corta, se expone a grandes cantidades de radiación estelar y una fuerza de marea, lo que tendría efectos estructurales en su órbita y evolución a largo plazo.

## Kepler-423
Kepler-423 es una estrella de tipo espectral G5, muy parecida a nuestro Sol, pero a diferencia que menos brillante y ligeramente fría. Posee una masa solar de 0,8500 y un radio solar de 0.0000, debido a su ubicación a 2364,6 años luz del sistema solar, lo hace muy compleja de observar a simple vista desde la tierra.

## Su importancia científica
Los Júpiter calientes como Kepler-423b ayudan a los astrónomos a estudiar planetas gaseoso gigantes bajo temperaturas extremas, algo muy diferente en lo que vemos en nuestro sistema solar. Su órbita corta permite observaciones más claras y facilitando la recolección de datos sobre su atmósfera, posiblemente vientos, temperatura y otros fenómenos astronómicos. 